# ドア・トゥ・ドア (アルバート・キング&オーティス・ラッシュのアルバム)
『ドア・トゥ・ドア』（Door to Door）は、1969年にチェス・レコードから発売された、アルバート・キングとオーティス・ラッシュのスプリット・アルバム。

## 解説
1953年録音の3曲は、キングがパロット・レコードに残した自身初のリーダー・セッションに当たり、1959年にチェスが権利を買い取った。ラッシュの「オール・ユア・ラヴ」は、1950年代にコブラ・レコードで録音した曲のリメイクである。
Ed Leimbacherは1970年1月21日付の『ローリング・ストーン』誌で、キングの曲のうち1953年の録音を「歌声は軽くて面白味がなく、ギターも没個性」、1961年の録音を「成熟を見せながらも絞り出すようなボーカルと率直なギターが、常に代わるがわる響いている」と評し、ラッシュの曲のうち「ソー・メニー・ローズ」に関して「"I Can't Quit You Baby"と並ぶ、ラッシュの不朽の名曲」と評している。また、Cub Kodaはオールミュージックにおいて5点満点中4.5点を付け、ラッシュの「ソー・メニー・ローズ」に関して「スロー・ブルースにおける史上最高のギター・ソロがフィーチャーされた曲の一つ」と評している。

## 収録曲
特記なき楽曲はアルバート・キング作。
1. サーチン・フォー・ア・ウーマン - "Searching for a Woman" - 3:03
2. バッド・ラック - "Bad Luck" - 3:02
3. ソー・クロース - "So Close" (Otis Rush) - 2:45
4. ハウリン・フォー・マイ・ダーリン - "Howlin' for My Darling" (Chester Burnett, Willie Dixon) - 3:04
5. アイ・キャント・ストップ - "I Can't Stop" (W. Dixon) - 2:14
6. ウォント・ビー・ハンギン・アラウンド - "Won't Be Hangin' Around" - 2:55
7. アイム・サティスファイド - "I'm Satisfied" (O. Rush) - 2:25
8. オール・ユア・ラヴ - "All Your Love" (O. Rush) - 2:54
9. ユー・ノウ・マイ・ラヴ - "You Know My Love" (W. Dixon) - 2:41
10. メリー・ウェイ - "Merry Way" - 2:52
11. ワイルド・ウィメン - "Wild Women" - 2:38
12. マーダー - "Murder" - 2:56
13. ソー・メニー・ローズ - "So Many Roads" (Marshall Paul) - 3:11
14. カリフォルニア - "California" - 2:47

## 参加ミュージシャン
- アルバート・キング - ボーカル、ギター(on #1, #2, #4, #6, #10, #11, #12, #14)
- オーティス・ラッシュ - ボーカル、ギター(on #3, #5, #7, #8, #9, #13)
- ジョン・ブリム（英語版） - ギター(on #2, #10, #12)
- マット・マーフィー - ギター(on #3, #5, #7, #8, #9, #13)
- サム・ウォーレス - ピアノ(on #1, #4, #6, #11, #14)
- ジョニー・ジョーンズ - ピアノ(on #2, #10, #12)
- ラファイエット・リーク（英語版） - ピアノ(on #3, #5, #7, #8, #9, #13)
- リー・オーティス - ベース(on #1, #4, #6, #11, #14)
- ウィリー・ディクスン - ベース(on #2, #3, #5, #7, #8, #9, #10, #12, #13)
- セオドゥス・モーガン - ドラムス(on #1, #4, #6, #11, #14)
- オーディー・ペイン - ドラムス(on #2, #3, #5, #7, #8, #9, #10, #12, #13)
- ウィルバー・トンプソン - トランペット(on #1, #4, #6, #11, #14)
- ハル・ホワイト - テナー・サクソフォーン(on #1, #4, #6, #11, #14)
- フレディ・ロビネット - バリトン・サクソフォーン(on #1, #4, #6, #11, #14)
- ボブ・ニーリー - テナー・サクソフォーン(on #3, #5, #7, #8, #9, #13)